# 寶可夢 鑽石／珍珠
《寶可夢 鑽石／珍珠》（日语：ポケットモンスター ダイヤモンド・パール）是由GAME FREAK開發，寶可夢公司與任天堂發售於任天堂DS的角色扮演遊戲。
本作分為《鑽石》與《珍珠》兩種版本，封面寶可夢依序為帝牙盧卡和帕路奇亞。 兩種版本在內容上基本與過去的作品相同，差異之處主要在於登場寶可夢與出現機率、寶可夢圖鑑說明文字的不同。
本作於2021年11月19日在任天堂Switch平台推出重製版《寶可夢 晶燦鑽石／明亮珍珠》。

## 遊戲機制
本作以神奧地區為舞台，並加入了許多新登場的寶可夢與原有寶可夢的新進化型。與前作相同，本作可以選擇男主角或女主角進行遊戲，另一位未被選擇的主角則會成為博士的助手，不論選擇哪一位主角，玩家都會與阿馴成為勁敵。此外這次有新敵對組織「銀河隊」登場。

### 新增要素
本作首度在部分地圖內導入簡單的3D效果，並在部分過場動畫中加入簡單的立體建模和特效，但遊戲中的人物與寶可夢仍是平面的點陣圖。
遊戲中加入「地下通道」的新系統，結合前作的秘密基地功能，可以進行佈置或挖掘各種道具等活動。
本作可以透過任天堂Wi-Fi连接進行網路連線，或透過任天堂DS的無線連結功能進行本地連線。
在《寶可夢 金／銀》曾登場的晝夜系統也在本作回歸，時間功能採用任天堂DS的內建時鐘。解決前作因使用卡帶電池，在沒電時導致時鐘機能停止的問題。
此外，記錄方式也與其他DS卡帶相同，不採用前作電池備份的方式，改採以快閃記憶體來記錄。

### 寶可夢
本作共登場493隻寶可夢，追加了107隻寶可夢。如同歷代作品，在《寶可夢 鑽石／珍珠》兩種版本所能捕獲的寶可夢不同，除了遊戲封面的寶可夢（帝牙盧卡、帕路奇亞）外，也有些只能在指定版本捕獲的野生寶可夢。
在遊戲初期，玩家只能夠用博士提供的「神奧地區圖鑑」調查151隻寶可夢，直到通關並完成神奧地區圖鑑（瑪納霏除外的150隻）後，透過博士給的全國圖鑑才可查看所有寶可夢。
此外，到前作為止，從蛋孵化的寶可夢等級皆為Lv.5，而在本作起等級更改為Lv.1。也是本篇系列中為第一次出現Lv.1的寶可夢。

### 介面
本作有許多針對任天堂DS的新機能所設計的系統。例如在戰鬥中時，可以使用觸控筆直接點擊在下畫面觸控螢幕的選單。此外也有一些運用到觸控螢幕與麥克風的小遊戲。

### 戰鬥系統
本作中攻擊技能種類（物理、特殊）的區別是以各技能本身特性來區別，而不再以過去由屬性的方式來決定物理攻擊和特殊攻擊。
由電腦操縱的訓練家也有一定程度的提升，除了道具的使用外，也會使用一些利用寶可夢特性的戰術。對戰時也有可能一次同時遇到兩隻野生寶可夢。

## 反響

### 銷售
截至2021年9月30日，本作在全世界共售出1767萬套，成為第五暢銷的任天堂DS遊戲。此外共有超過1000萬隻寶可夢藉由任天堂Wi-Fi連接傳送。

### 獲獎記錄
本作獲得日本遊戲大賞2007年度最佳銷售獎。

## 相關作品

### 寶可夢 白金
2008年9月13日在日本發售，是《鑽石／珍珠》的強化版作品，封面寶可夢為騎拉帝納。與原本兩作相比，寶可夢的分布產生了變化，並增加神奧圖鑑收錄的寶可夢至210種。

### 寶可夢 晶燦鑽石／明亮珍珠
2021年11月19日在任天堂Switch上發售，由ILCA製作，為《鑽石／珍珠》的3D重製版，在忠於原作的基礎上加入部分新功能。

### 寶可夢傳說 阿爾宙斯
2022年1月28日在任天堂Switch上發售，由GAME FREAK製作，舞台為神奧地區的前身「洗翠地區」，並以完成洗翠地區的第一本寶可夢圖鑑為目標。

## 外部連結
- 寶可夢 鑽石／珍珠（任天堂）（页面存档备份，存于）（日語）
- 寶可夢 鑽石／珍珠（寶可夢）（页面存档备份，存于）（日語）
- Pokémon GTS（页面存档备份，存于）（英文）